# مبلمر

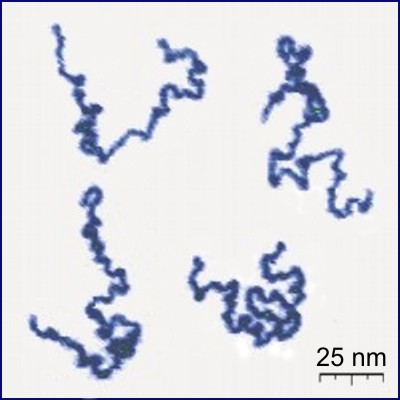
مظهر بوليمر خطي حقيقي كما صور باستخدام مجهر القوة الذرية على سطح بوجود وسط سائل. وطول سلسلة البوليمر حوالي 204 نانومتر وسمك 0.4 نانومتر.

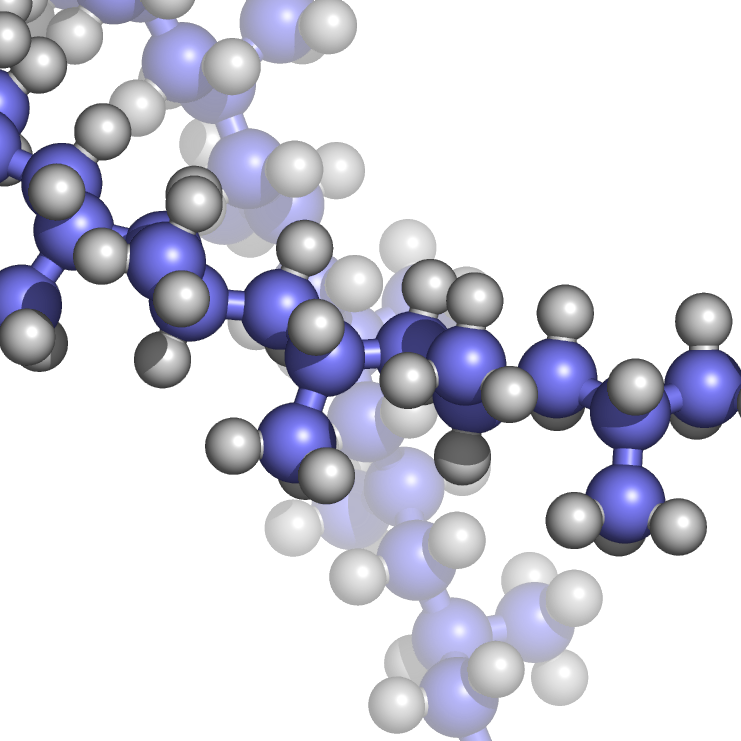
بولي بروبلين متقابل الترتيب

المبلمر (أو البوليمر) (ملاحظة 1) هو مركب ذو وزن جزيئي مرتفع مكون من وحدات جزئية مكررة.
قد تكون هذه المواد عضوية أو غير عضوية أو عضوية معدنية، وقد تكون طبيعية أو اصطناعية في أصلها.
أصبحت البوليمرات تلعب دوراً أساسياً وكلّياً في استخدامات الحياة اليومية وذلك بسبب خواصها الفريدة. فهي مواد أساسية في القطاعات الصناعية اليومية، مثل المواد اللاصقة، ومواد البناء، والورق، والملابس، والألياف، واللدائن، والسيراميك، والخرسانة، والبلورات السائلة والمقاوم الضوئي، ومواد التكسية.
كما أن البوليمرات متواجدة في معظم مكونات التربة، والنباتات، والكائنات الحية. وهي مهمة في التغذية، والهندسة الميكانيكية، وبنية الكائنات الحية، والطب، والحواسيب، واستكشاف الفضاء، والصحة، والبيئة.
تستخدم كلمة بلاستيك أو لدائن استخدامًا خاطئًا للدلالة على البوليمرات، في حين أن البوليمرات تضم أصنافًا ضخمة من المواد التركيبية والطبيعية المتباينة في الخواص.
تشمل البوليمرات الطبيعية غير العضوية الألماس، والجرافيت، والرمل، والأسبستوس، والعقيق، والصوان، والفلسبار (سيليكات الألومنيوم)، والميكا، والمرو، والتالك. تشمل البوليمرات الطبيعية العضوية عديد السكاريد مثل النشا، والسليولوز، والحموض الأمينية، والبروتينات. وتشمل البوليمرات التركيبية غير العضوية نتريد البورون، والخرسانة، والعديد من الموصلات الفائقة لدرجات الحرارة العالية، والعديد من الزجاجيات. وتمثل مركبات السيلوكسين أو عديد السيلوكسين البوليمرات التركيبية العضوية المعدنية.
وتوفر البوليمرات التركيبية في استخدام الطاقة عند مقارنتها مع المعادن. فخفة وزنها تقلل من استهلاك الوقود في العربات والطائرات. وهي تفوق معظم المعادن بالنسبة إلى نسبة قوتها إلى وزنها. وقد طورت البوليمرات فامتلكت خواص جيدة وأصبحت اقتصادية التصنيع. كما أمكن استخدامها للأغراض الهندسية، فأصبحنا نستخدم المسننات، والمدحرجات، والهياكل المصنعة من البوليمرات.

## التسمية
نشأ وتطور علم البوليمرات في بيئة صناعية لذا من الطبيعي أن يكون لكل بوليمر اسم شائع، واسم معتمد على بنيته حدده الاتحاد الدولي للكيمياء البحتة والتطبيقية. وتعرف أغلب البوليمرات بالحروف الأولى من اسمها. مثلا، عديد الستيرين يرمز له PS من اسمه (polystyrene). وتستخدم العديد من الشركات أسماءً تجارية للتعريف بمنتجاتها من البوليمرات. مثلا، فورترل-بولي إستر هي ألياف بولي إيثلين تيرفثالات أو ألياف PET. وقد يكون للبوليمر اسم عام مثل الرايون، البولي إستر، والنايلون.
يقابل كلمة polymer في اللغة العربية كل من المصطلحات التالية: البوليمر  أو المبلمر أو المكثور Polymer (ج مكاثير) أو المُكَوْثَرُ (من الكَوْثَرَةِ)،

## تركيب البوليمرات

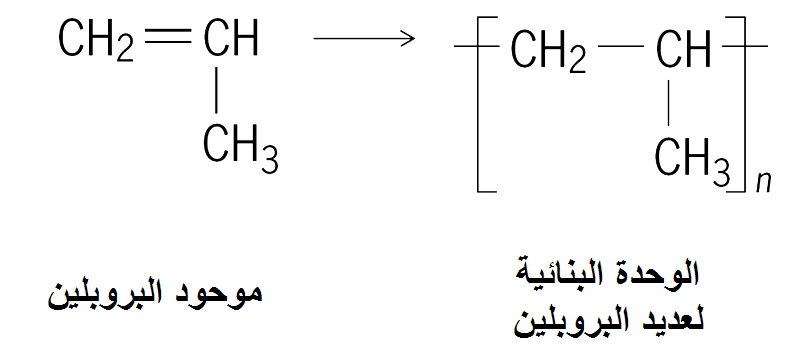

تتكون البوليمرات من بنى تتمثل في وحدات بنائية متطابقة متكررة. وهذه الوحدات بدورها تتكون من جزيئات أصغر تسمى المونومرات أو المواحيد (جمع موحود). تتفاعل المواحيد مع بعضها لتشكل البوليمر. يوضح الشكل الجانبي موحود البروبيلين والوحدة المتكررة التي تشكل عديد البروبيلين.
وباستثناء المجموعة الطرفية في سلسلة عديد البروبلين، فإنها تتكون كاملا من هذه الوحدة المتكررة. ويسمى عدد هذه الوحدات (n) في سلسلة البوليمر بدرجة البلمرة أو DP. والبوليمرات الأخرى، مثل البروتينات، يمكن وصفها بكتابة الوحدة المتكررة التقريبية كما في الشكل التالي.
حيث تكون طبيعة R متغيرة (يستعاض عنها بذرة أو مجموعة من الذرات).
وتؤثر التغييرات التي تحدث في المواحيد في خواص البوليمر مثل مرونة، وقابلية الذوبان، أو قوة شد البوليمر. ويمكن لهذه التغيرات في البروتينات أن تجعل للبوليمر القدرة على أن يكون له التركيب المناسب، بدلا من حدوث لف عشوائي "Random Coil" له. ومع أن معظم البوليمرات عضوية (أي أنها مكونة من سلسلة كربونية)، فإنه يوجد أيضا بوليمرات غير عضوية، وغالبا ما تكون سلاسلها مبنية على أصل من السيليكون. ويغطي مصطلح بوليمر مدى واسعًا من الجزيئات، متضمنا أيضا بعض المواد مثل البروتينات والخيوط التي لها قوة شد عالية مثل خيوط كيفلر. والأساس في التفريق بين البوليمرات والجزيئات الأخرى الكبيرة هو وجود الوحدات المتكررة (المواحيد) في سلاسل البوليمر. ويحدث هذا في عملية البلمرة، والتي ترتبط فيها المواحيد معا لتكوين سلسلة طويلة من البوليمر. فمثلا، عملية تكون البولي إثيلين "Polyethylene or Polyethene" تتضمن تشابك آلاف الوحدات من جزيئات الاثنين معا لتكوين سلسلة لها الوحدة المتكررة -CH2- :
غالبا ما تسمى البوليمرات على اسم المواحيد المكونة للبوليمر، فمثلا، يمثل البولي إثيلين كالتالي:

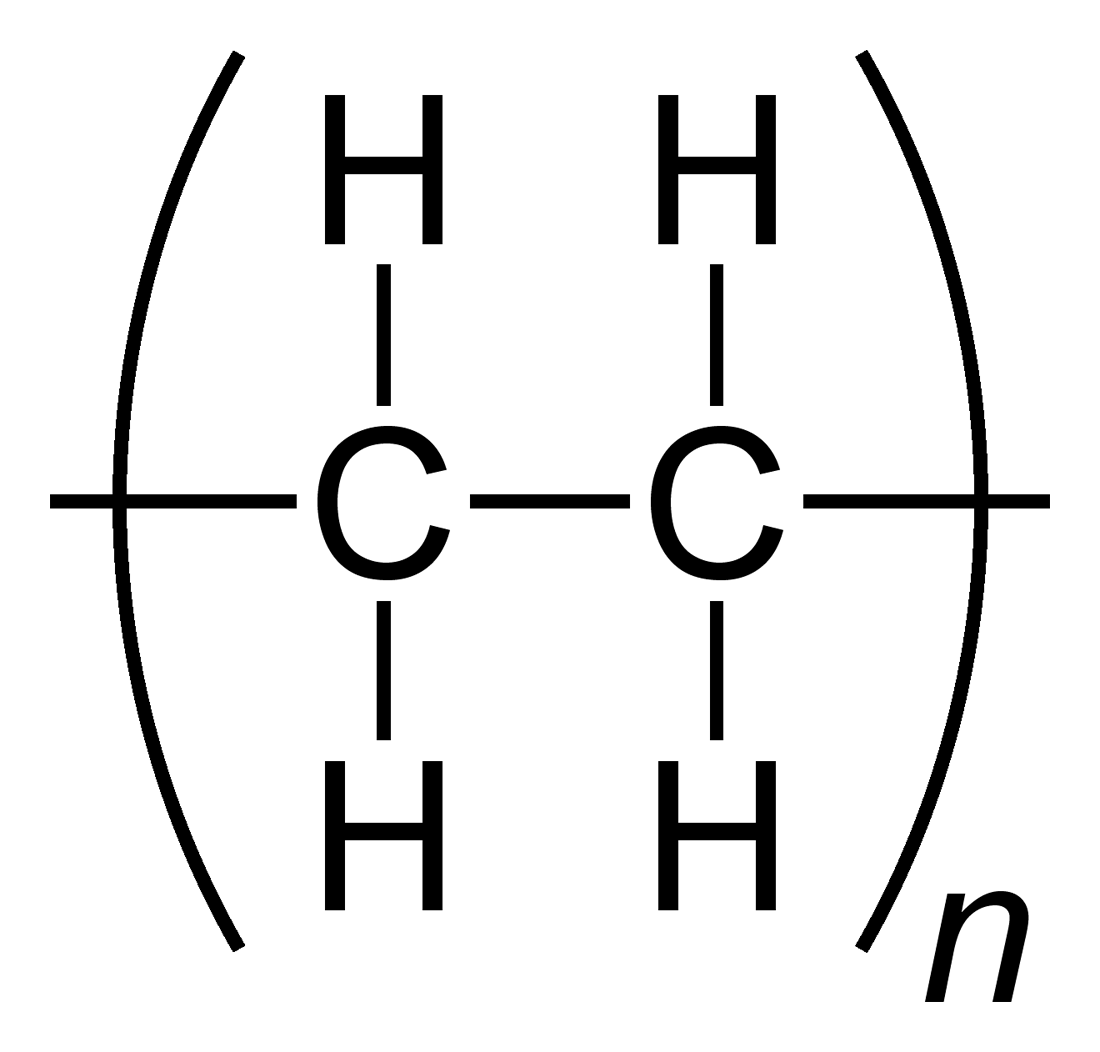

ولأن التفريق بين البوليمرات يكون غالبا بالمواحيد المكونة لها، فإن سلاسل البوليمرات في أي مادة لا يكون لها نفس الطول. وهذا بعكس الجزيئات الأخرى التي تتكون من عدد معين من الذرات، ويكون لكل جزيء ووزن جزيئي محدد. وتختلف أطوال سلاسل البوليمرات لأن السلاسل تنتهي بطريقة عشوائية أثناء تطور عملية البلمرة.
البروتينات ما هي إلا حموض أمينية في شكل بوليمر. ومن دستة إلى عدة مئات تقريبا من أشكال المواحيد التي تكون السلسلة، فإن التتابع الذي يتكون به البروتين يحدد خواصه ونشاطه. ولكن يوجد في هذه البروتينات ما يسمى مناطق نشيطة، والتي تكون محاطة بما يعتقد (حتى 2003) بأنه مناطق تركيبية، والتي يكون دورها الأساسي هو إظهار هذه المنطقة/المناطق النشطة. وعلى ذلك فإن التتابع الأصلي للحمض الأميني ليس له أهمية كبيرة، طالما أن هذه المناطق النشطة يمكن الوصول إليها بفاعلية. وحيث أن تكون البولي إثيلين يحدث بطريقة عشوائية، فإن من يقوم بتصنيع البروتينات الحيوية والحموض النووية يجب أن يكون لديهم عامل حفز (مادة تقوم بتسهيل أو تعجيل التفاعل). ومنذ الخمسينيات من القرن العشرين، كان للعوامل الحفازة دور كبير في تصنيع البوليمرات. وبوجود مزيد من التحكم في تفاعلات البلمرة، فقد صنعت بوليمرات ذات خصائص فريدة، مثل القدرة على إصدار ضوء ملون.
وللحصول على خصائص جيدة للمبلمر فإنه لابد من ضبط عدة عوامل. وهذا لأن البوليمر يتكون في الحقيقة من توزيعات من السلاسل بأطوال مختلفة، وكل سلسلة تتكون من حصيلة المونومرات (المواحيد) التي تؤثر على خواص البوليمر. وبعض هذه العوامل مشروحة بالأسفل.

## الخواص الفيزيائية للبوليمرات
تتضمن الخواص الفيزيائية للبوليمرات درجة البلمرة وتوزيع الكتلة المولية.

### التفرع
يمكن أن يحدث تفرع أثناء عملية تطور سلاسل البوليمر. في بلمرة الراديكالات، يحدث هذا عندما تلتف سلسلة للخلف وترتبط بجزء سابق منها. وعندما تتكسر هذه الالتفافة، تترك أجزاء صغيرة كالبراعم في سلسلة الكربون الرئيسية. السلاسل المتفرعة لا يمكن أن تصطف في شكل متقارب من بعضها مثل السلاسل غير المتفرعة. وهذا يؤدي إلى قلة التلامس بين الذرات في مختلف السلاسل المختلفة، وهذا يقلل فرص حدوث ثنائيات الأقطاب الدائمة أو التي يمكن أن يحدث لها حث. كما أنه يوجد أجزاء من السلاسل ذات كثافة قليلة. والدليل على ذلك انخفاض درجات الذوبان وضعف قوة الشد للبوليمر الناتج، لأن القوى بين الجزيئات تكون ضعيفة ويمكن كسرها بسهولة.

### الانتظامية الفراغية
الانتظامية الفراغية أو الانتظامية تصف الترتيب المتساوي الأجزاء «isomeric» للمجموعات الفعالة على السلسلة الكربونية. السلاسل التي لها شكل أيزوتاكتيك "isotactic" تعرف على أن المجموعات الفعالة بها تكون موجودة في ناحية واحدة من السلسلة. وهذا يمكنهم من أن يصطفوا بالقرب من بعض وتكوين مناطق متبلورة مما ينتج عنه بوليمر ذو صلابة عالية.
وبالعكس فإن السلاسل التي يكون لها شكل أتاكتيك "atactic" فإن المجموعات فيها تكون موزعة بطريقة عشوائية على جوانب السلسلة. وعلى هذا تكون السلاسل غير مرتبطة مع بعضها البعض بطريقة جيدة وتصبح القوى بين الجزيئات ضعيفة. وهذا يؤدي لكثافة أقل وقوة شد ضعيفة، ولكنه يعطي درجة عالية من المرونة.
المجموعات يمكن أن تتوزع أيضا بطريقة سيندايوتاكتيك "syndiotactic" والتي تكون فيها المجموعات موزعة بطريقة عكسية ولكن بانتظام. ونظرا لأن هذا يعتبر نوع من الانتظامية، فإن السلاسل السيندايوتاكتيك يمكن أن تنظم نفسها بالقرب من بعضها البعض ولكن بالطبع ليس بالدرجة التي تحدث في السلاسل الأيزوتاكتيك. البوليمرات السيندايوتاكتيك يكون لها مقاومة عالية للضغط وأكثر من المبلمرات الأيزوتاكتيك لأن لها مرونة أعلى ناتجة من ضعف القوى بين الجزيئات.

## تكوين البوليمرات

### البلمرة الإسهامية
البلمرة الإسهامية هي بلمرة بنوعين أو أكثر من المواحيد. ومثال لذلك مواحيد الحموض الأمينية التي ذكرت من قبل، والتي تتكون منها البروتينات. البلمرة الإسهامية لمواحيد مختلفة ينتج عنها بوليمرات بخواص مختلفة. فمثلا، البلمرة الإسهامية لاثنين بكميات قليلة من الهيكسين hex-1-ene هي طريقة لإنتاج بولي إثيلين خطي قليل الكثافة (Linear Low Density Polyethylene LLDPE) "اقرأ بولي إثيلين. تفرعات C4 التي تنتج من الهيكسين تقلل الكثافة وتمنع تكون مناطق متبلورة في البوليمر كما يحدث في البولي إثيلين عالي الكثافة (HDPE). وهذا يعنى أن (LLDPE) يمكن أن يتحمل قوى الشد مع بقائها مرنة.
والشكل القادم يوضح نوع معين من البلمرة الإسهامية تسمى البلمرة التكاثفية. وفي هذا النوع بالتحديد يطلق جزيء صغير أثناء البلمرة. في شكل التفاعل الآتي يطلق جزيء الماء ويتكون النيلون. ويمكن التحكم بنوع النيلون (اسمه وخواصه) بمجموعتي R، R' المستخدمة.

## الخواص الكيميائية للبوليمرات

### القوى بين الجزيئية
تلعب قوى التجاذب بين سلاسل البوليمر دورًا كبيرًا في تحديد خواص البوليمر. ولأن سلاسل البوليمر طويلة للغاية، فإن قوى التجاذب بين الجزيئات تكون أكبر من القوى بين الجزيئات العادية. كما أن السلاسل الطويلة تكون غير متبلورة (طريقة توجهها عشوائية). ويمكن تصور شكل البوليمرات كما لو كانت خيوطا طويلة وكثيرة ومتشابكة، وكلما زاد التشابك، زادت صعوبة فصل أحد خيوطها. وهذه القوى بين الجزيئات تؤدي إلى قوى شد عالية، كما ترفع من درجات حرارة الذوبان.
وتحدد القوى بين الجزيئية بالقطبية الثنائية بين المواحيد (المونومرات). البوليمرات التي تحتوى على مجموعات الأميد يمكن أن تكون روابط هيدروجينية مع السلاسل المجاورة، ذرات الهيدروجين الموجبة في مجموعات N-H في أحد السلاسل تنجذب بشدة إلى ذرات الأكسجين في مجموعات C=O الموجودة في سلسلة أخرى. وهذه الروابط الهيدروجينية تؤدي إلى: مثلا، زيادة قوة الشد ودرجة الذوبان للكيفلر. البولي إستر يوجد بينها ترابط ثنائي القطب-ثنائي القطب بين ذرات الأكسجين في مجموعات C=O وذرات الهيدروجين في مجموعات H-C. الترابط ثنائي القطب ليس بقوة الرابطة الهيدروجينية، ولذا فإن درجة حرارة الذوبان وقوة الشد للبولي إثيلين تكون أقل من الكفلر، ولكن البولي استرات يكون لها مرونة أعلى.
البولي إثيلين بصفة عامة ليس له ثنائية قطبية دائمة. قوى التجاذب بين سلاسل البولي إثيلين تنتج من قوى فان دير فالس الضعيفة. كما لو كانت الجزيئات محاطة بسحابة من الإلكترونات السالبة. وعند اقتراب سلسلتين من البوليمر من بعضهما البعض، تقوم السحابة الإلكترونية في كل منهما بدفع الأخرى. وهذا يؤدى لتقليل الكثافة الإلكترونية على جانب واحد من سلسلة البوليمر، مما يؤدي لتكون شحنة موجبة صغيرة على هذا الجانب. وهذه الشحنة كافية لجذب سلسلة البوليمر الأخرى. قوى فان دير فالس ضعيفة للغاية، ولذلك، يذوب البولي إثيلين في درجات حرارة منخفضة.

### خواص البوليمرات
توجد عدة تقنيات معملية تستخدم لتحديد خواص البوليمر، مثل تبعثر الأشعة السينية بزاوية كبيرة، وتبعثر الأشعة السينية بزاوية صغيرة، وتشتت النيوترون بزاوية صغيرة، وتستخدم لتحديد التركيب البلوري للبوليمر. وتستخدم تقنية الاستشراب بعبور الهلام في تحديد عدد متوسط الوزن الجزيئي، والوزن المتوسط الوزن الجزيئي وتشتت متعدد مطيافية الأشعة تحت الحمراء باستخدام تحويل فورييه يستخدم لتحديد التركيب. الخواص الحرارية مثل درجة حرارة التحول الزجاجي يمكن تحديدها باستخدام مسعر المسح التبايني، وتحليل ميكانيكي تحريكي. الانحلال الحراري المتبوع بتحليل للمكونات الصغيرة يعتبر تقنية أخرى لتحديد التركيب المحتمل للبوليمر.
البوليمر المعروف باسم مادة البوليمر يستخدم في صنع الأوراق النقدية في أستراليا ونيوزيلاند كما يستخدم في الأوراق النقدية التذكارية في بعض البلاد.

## فكرة عن البوليمرات
بدأت اللدائن من الطبيعة، مثل الصمغ العربي والمطاط الطبيعي.
وفي القرن 19، بدأ العلماء محاولة تقليد الطبيعة. وفي القرن العشرين عندما زادت الحاجة للمطاط في الحرب العالمية الثانية، استطاع العلماء الألمان إنتاج المطاط الصناعي؛ وهو يعطي نفس مواصفات المطاط الطبيعي ونفس التركيب الكيميائي تقريباً.
البوليميرات هي مركبات كيميائية تمتاز بطول السلسلة، ولكن طول السلسلة المسبب لكبر الوزن الجزيئي للمركب ناتج عن تكرار وحدات متشابهة بنفس الترتيب على طول السلسلة. وبالتالي يسمى المركب بوليمر.
وقد تكون الوحدة الأساسية المكونة للبوليمر مكونة من مادة واحدة أو أكثر. وتسمى الوحدة المتكررة من البوليمر باسم مونومر أي وحدة وحيدة.
فمثلاً يمكن أن تتفاعل المادة A مع نفسها تحت ظروف معينة وتعطي البوليمر
A + A = A-A
ومن هذه الأمثلة البولي إيثلين المستخدم في صناعة الأكياس البلاستيكية وخلافه، والناتج من تفاعل الإيثلين مع نفسه تحت ظروف الضغط العالي والحرارة العالية في وجود عامل حفاز للتفاعل وهو غالباً من المعادن ويكون التفاعل كالتالي:
n CH2=CH2 → (CH2-CH2)n
ويكون الوزن الجزيئي للإيثلين 28 ولكن بتفاعل آلاف الجزيئيات معاً ينتج مركب قد يصل وزنه الجزيئي للملايين.

## البوليمرات وتلوث البيئة
أضحت البوليمرات من المواد ذات الأهمية الكبيرة للحياة العصرية لتنوع الأغراض التي تستخدم فيها ولصلاحيتها لهذه الأغراض، ولما يصاحب صنعها من إمكانيات التصرّف في البناء ليوافق الناتج وظيفة معينة. لكن هذه المواد غريبة عن البيئة الطبيعية، ولذلك لا تتعرض للخسف الحيوي، وإذا انتقلت إلى البيئة تبقى فيها، صورة من صور التلوث التي تتفاقم آثارها يوماً بعد يوم.
تسهم البوليمرات في تشويه الطبيعة نتيجة تراكم النفايات، وقد تكون مرتعاً لنمو الحشرات والقوارض. وقد انتشرت نفاياتها في البحار والمحيطات، ونقلتها حركة المياه إلى المناطق النائية، وأصبحت خطراً يهدد الأسماك. تبقى مشكلة التخلص من هذه المواد قائمة، إذ أن حرقها يؤدي إلى تلوث الهواء، عدا عن أن هذه العملية لا تكون مكتملة وفعاليتها غير تامة. فالإطارات المطاطية مثلاً تحترق مطلقة دخاناً كثيفاً وروائح كريهة. أما بولي كلوريد ڤاينيل فينطلق منه غاز كلوريد الهيدروجين الضار.

## اقرأ أيضًا
- البلمرة
- عجينة البوليمر
- متعدد الكهارل
- درجة حرارة التحول الزجاجي
- إكسيمر
- بقية (كيمياء)
- ثلاثي الوحدات
- قائمة من البوليمرات الاصطناعية

## هوامش
- ملاحظة 1 المرادفات: المَكثور (جمعه: مكاثير)[21][22]

## وصلات خارجية
- البوليمرات الحيوية
- مصادر تعليمية لكيمياء البوليمرات
- Polymer Chemistry Innovations
- مواد دراسية للأجهزة العضوية نسخة محفوظة 25 أبريل 2006 على موقع واي باك مشين.